# Sahbi Chtioui
 (novembre 2018).
Si vous disposez d'ouvrages ou d'articles de référence ou si vous connaissez des sites web de qualité traitant du thème abordé ici, merci de compléter l'article en donnant les références utiles à sa vérifiabilité et en les liant à la section « Notes et références ».
Sahbi Chtioui, né en 1953 à Tunis, est un sculpteur sur bronze tunisien installé au Maroc.

## Biographie
Natif du quartier tunisois de Bab Souika, il s'inscrit à l'âge de 18 ans à l'École des beaux-arts de Tunis puis complète sa formation dans une école de Montparnasse à Paris.
En 1978, il décide de s’établir définitivement à Casablanca (Maroc) où il entame sa carrière de sculpteur.

## Œuvre
Sahbi Chtioui est un sculpteur qui fait du bronze son matériau de prédilection. Ses œuvres vont du petit format à la taille monumentale et incarnent des thèmes variés tels que les scènes de rue, les us et coutumes, la médina, la musique, la nature, la fantasia ou encore les événements d’actualité[réf. nécessaire]. De façon générale, par son art, il traite des idées de paix, d'amour et de rapprochement des peuples.

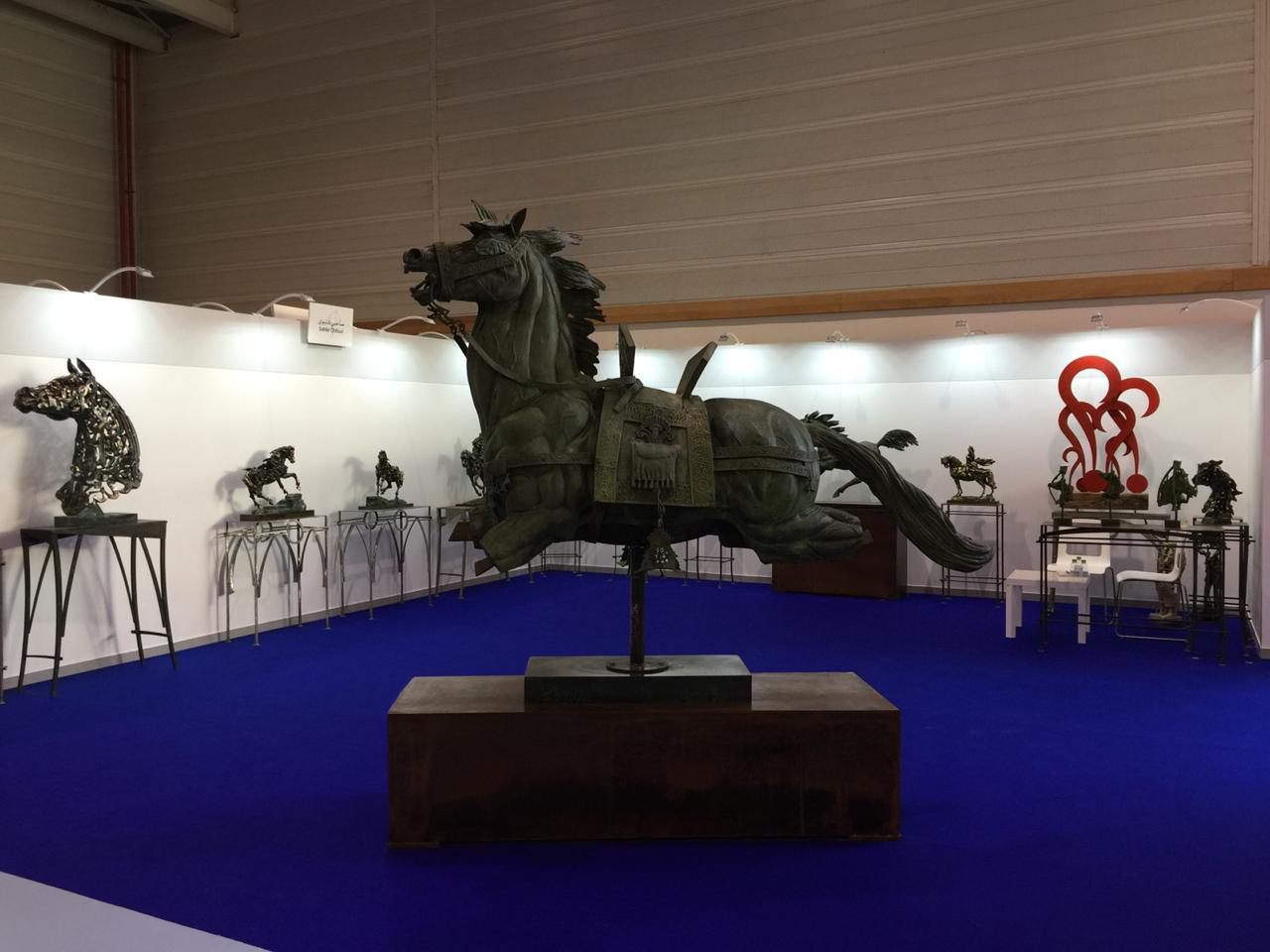
Sculpture équestre, une passion de Sahbi Chtioui.

Parmi ses productions, on peut citer :
- La minaudière des arts
- Le vendeur d'eau
- Le cheval
- Femme aux roses
- Mohamed Rassoul Allah
- Fantasia
- Le verseur de thé
- La conquête de l’espace
- Le clown au violon
- Deux prisonniers et un seul destin
- Guantánamo
- La barque de la mort
- Hommage aux enfants de Sidi Moumen
- Femme au luth
- La charrette de Mohamed Bouazizi
- Le train qui ne partira jamais au Caire[3]

Sahbi Chtioui est considéré[Par qui ?] comme une icône de la sculpture et des arts plastiques du monde arabe contemporain.

## Expositions et réalisations
Parmi les prestations artistiques de Sahbi Chtioui, on peut citer les plus récentes : 
- Exposition à la Maison des arts du Belvédère à Tunis en février-mars 2010 : il y présente 63 œuvres de bronze[5] ;
- Exposition au siège de la Banque internationale arabe de Tunisie du 20 mai au 25 juin 2010 : il y présente une quarantaine de sculptures en bronze représentant, pour la plupart, des figures inspirées du folklore et des arts traditionnels[6] ;
- Exposition sur la place Moulay Al Hassan de Rabat du 28 décembre 2012 au 15 février 2013 dans le cadre des festivités accompagnant l’inscription de la ville de Rabat au patrimoine mondial de l'Unesco[7] ;
- Exposition à la galerie d’art Espace Expressions CDG de Rabat (Maroc) en janvier-février 2013[8] ;
- Exposition en plein air d’une série de sculptures en bronze à la corniche d'Aïn Diab à Casablanca (Maroc) en mai 2013[9] ;
- Exposition à la Fondation pour les arts, la culture et le patrimoine du Groupe Crédit agricole du Maroc du 3 octobre 2014 au 10 novembre 2014 à l’occasion de la neuvième Nuit des galeries[10] ;
- Exposition à l’hôtel Dar El Marsa de Tunis du 29 janvier 2015 au 28 février 2015[11] ;
- Exposition à Ankara (Turquie) en mai 2015[12] ;
- Réalisation du trophée de la cinquième édition du Festival international des arts et de la culture « Été des Oudayas » du Maroc[13] ;
- Exposition collective intitulée « Sculpture plurielle » à la Maison des arts du Belvédère en février 2016[14] ;
- Exposition à ciel ouvert intitulée « La Marche dans le temps 2017 » sur la place Mohammed-V de Casablanca (Maroc) en 2017, à l’occasion de la rénovation de la place[15],[16] ;
- Exposition collective intitulée « Sculptural, sculpté » au Musée national d’art moderne et contemporain de Tunis du 21 mars au 30 avril 2018 à l’occasion de l’inauguration de la Cité de la culture de Tunis[17] ;
- Exposition à l’aéroport Mohammed-V de Casablanca en octobre 2018 à l’occasion de la 11e édition du Salon international du cheval d'El Jadida (Maroc)[18].